# مارك ميتشان
مارك ميتشان (بالإنجليزية: Mark Meechan)‏ هو يوتيوبي بريطاني، ولد في 1987 في کوتبريج ‏ في المملكة المتحدة.